# سولومون سيريل
سولومون سيريل هو سياسي سريلانكي، ولد في 14 أغسطس 1942. نشط حزبياً في Tamil National Alliance ‏. وقد انتخب عضو برلمان سريلانكا.